# فرنسيسكو سانشيز (ملاكم)
فرنسيسكو سانشيز (2 مارس 1956 - ) هو ملاكم دومينيكاني. شارك في الألعاب الأولمبية الصيفية 1976.

## وصلات خارجية
- فرنسيسكو سانشيز على موقع اللجنة الأولمبية الدولية (الإنجليزية)
- فرنسيسكو سانشيز على موقع أوليمبيديا (الإنجليزية)